# Defensor del pueblo
El Defensor del Pueblo es una autoridad del Estado encargada de garantizar los derechos de los habitantes ante abusos que puedan hacer los poderes políticos de ese mismo Estado. Esta figura remonta su origen al siglo XVI en Suecia, y significa representante, protector o comisionado. Su función era la de velar por el adecuado funcionamiento de la administración de justicia en el reino. A inicios del siglo XIX, esta figura muta y se convierte en un velador de los derechos de las personas frente a los posibles abusos de poder o arbitrariedades cometidas en contra de los ciudadanos. Debido al éxito en el cumplimiento de sus funciones, varios países escandinavos decidieron emular la figura de este funcionario durante la primera mitad del siglo XX. Más tarde, luego de que se conocieran las graves violaciones a los Derechos Humanos cometidas durante la Segunda Guerra Mundial, y en especial en el Holocausto, la mayoría de países democráticos han optado por incluir la figura del también llamado Ombudsman en sus constituciones. En la actualidad, uno de los principales deberes del Defensor del Pueblo es el de promover y garantizar el cumplimiento de los Derechos Humanos; además, tiene como función la regulación de la Administración Pública.

## Origen histórico
Según Andrés Crevillén Múgica, algunos autores defienden que la Justicia de Aragón, nacida a finales del siglo XII d. C. e inicios del XIII d. C., es el precursor del Defensor del Pueblo, ya que la principal tarea encomendada al Justicia era la protección de los individuales y colectivos recogidos en el Estatuto de Aragón. Para otros, procede de la figura del procurador o protector universal de todos los indígenas de las Indias de 1516. Por fin, ciertos autores sugieren que la figura del Ombudsman fue creada por el Rey Carlos XII de Suecia en 1713. En ese entonces, se llamaba al que ocupaba ese cargo Procurador Supremo, el cual era designado por el Rey, teniendo como funciones vigilar el cumplimiento de las obligaciones por parte de los funcionarios y evitar el abuso de poder a los ciudadanos. En 1719, esta entidad administrativa pasa a llamarse Cancillería de Justicia, y, por un breve período de tiempo, el nombramiento del canciller de justicia pasa a manos de los cuatro estados o cuerpos representativos. No obstante, el Rey Gustavo III reclama la potestad para nombrar a este funcionario. Finalmente, en la Constitución de 1809, el parlamento sueco disputa el nombramiento del Ombudsman bajo el argumento de que éste debe ser un instrumento al servicio del pueblo que permita controlar las acciones del Rey y su consejo de ministros, tal como reza el artículo 96 de la constitución:
La Cámara de Representantes debía nombrar, en cada sesión ordinaria: «un jurisconsulto de probada ciencia y de especial integridad, en calidad de mandatario, de Ombudsman del Riksdag, encargado, según las instrucciones que éste le dará, de controlar la observancia de las leyes por los tribunales y funcionarios y de perseguir, ante los tribunales competentes, según las leyes, a aquéllos que, en el ejercicio de sus funciones, cometan, por parcialidad, favor o cualquier otro motivo, ilegalidades o negligencias en el cumplimiento de sus obligaciones. Estará sujeto, desde todos los puntos de vista, a las mismas responsabilidades y tendrá los mismos deberes que el Código de procedimientos prescribe para los acusadores públicos».

## Origen del Defensor del Pueblo moderno
El Defensor del Pueblo Moderno surge con la constitución sueca de 1974, la cual contempla, por un lado, la Ley de Instrumento del Gobierno, en la cual se delimitan las características y normas que debe cumplir el Ombudsman. En el capítulo 12 de esta ley, artículos 3 y 6 se establece que el deber del Ombudsman es vigilar a los funcionarios públicos y formular cargos en su contra en caso de que estos hayan sido hallados culpables, sin embargo, la decisión judicial final la tiene el Tribunal Supremo.
Capítulo 12 de la Ley de Instrumento del Gobierno de la Constitución de 1974:
Artículo 3.—Una persona que sea o haya sido ministro puede ser responsabilizada por un acto criminal cometido en el ejercicio de sus funciones oficiales sólo si ha incurrido en negligencia grave en aquél. Tal enjuiciamiento debe ser decidido por el Comité para la Constitución, y ser juzgado por el Tribunal Supremo.
Artículo 6.—El Riksdag debe elegir uno o más Ombudsman al efecto de supervisar, según las instrucciones formuladas por aquél. Un Ombudsman puede iniciar procesos legales en los casos señalados en las instrucciones.
Por otro lado, la Ley del Riksdag promulgada también en el proceso constitucional de 1974, propone en el capítulo 8, artículo 10, y en el capítulo 9, artículo 8, la organización que debe seguir el Departamento de la Defensoría del Pueblo, delimitando jerarquías, temporalidades en el cargo y las normas que deberán cumplir el personal y la administración.
Capítulo 8 de la Ley del Riksdag de la Constitución de 1974:
Artículo 10.—Los Ombudsmanen del Parlamento de Suecia deben ser cuatro. Uno de ellos debe ser también el Jefe administrativo y decidir sobre la orientación de las actividades.
Capítulo 9 de la Ley del Riksdag de la Constitución de 1974:

Artículo 8.—Un proceso legal (16) contra un funcionario, promovido por una falta cometida en el ejercicio de sus funciones, puede ser acordado.
La Ley del Riksdag señala que el defensor del pueblo tiene el poder para formular cargos, habiendo realizado una investigación previa y presentándola como un informe. En este proceso, el defensor del ciudadano también puede proponer cuál es la pena a cumplir por el infractor. Si la falta no es muy grave puede que solamente requiera una sanción económica, pero también puede darse el caso en que un funcionario sufra una suspensión temporal en el cargo o que sea removido definitivamente de él. El investigado puede negociar la pena con el Ombudsman o apelarlo a instancias superiores, ya que la Corte Suprema es la que finalmente emite la sentencia contra el acusado.
Finalmente, citando algunas de las funciones que debe cumplir el defensor del pueblo, entre ellas están las de llevar el registro del desenvolvimiento de sus funciones mediante un informe que debe ser entregado anualmente; supervisar a los tribunales de justicia, tribunales electorales, las fuerzas armadas y la policía; el Ombudsman debe tener a disposición burócratas especializados en investigaciones judiciales, así como directores de investigación y peritos; por último, debe discernir entre los casos que deben ser archivados y los que ameritan abrir un expediente, estos últimos suelen ser sobre todo en casos en que está en juego el interés público.

## Denominación
En los países hispanohablantes se denomina comúnmente Defensor del Pueblo y en algunos países también lo han titulado Defensor de los Ciudadanos, nombre de inspiración romana. En los países francófonos suele llamarse Defensor de los derechos (en francés: Défenseur des droits (fr)).
En España su denominación depende de cada autonomía: por ejemplo, en las regiones catalanófonas se trata del Síndic de Greuges, mientras en Aragón su denominación es la tradicional: Justicia de Aragón. Del mismo modo, existen diferencias entre el ombudsman y el Defensor del Pueblo en España, ya que mientras que el ombudsman fue diseñado para supervisar la Administración pública, el Defensor del Pueblo utiliza esta supervisión como instrumento para defender los derechos y libertades fundamentales, tal y como se desprende del artículo 54 de la Constitución española y de su ubicación dentro del Capítulo IV del Título I.

## Funcionamiento
La legitimación democrática del Defensor del Pueblo es indudable, pues en todos los casos procede de la elección parlamentaria, con mayoría cualificada y tras debate público sobre la figura del candidato. Sin embargo, es independiente del Parlamento, el cual no puede enviarle instrucciones ni cesarlo, salvo por causas tasadas. Se ha señalado en los derechos humanos que la efectividad de esta figura queda limitada por su incapacidad de imponer coactivamente sus decisiones a las autoridades concernidas. Su capacidad de control reside sobre todo en la razonabilidad o persuasión de sus argumentos, por lo que adquiere un carácter más político que judicial. Sin embargo, la experiencia demuestra que buena parte de sus recomendaciones suelen ser atendidas por los poderes públicos.
En algunos países, el Defensor del Pueblo tiene capacidad para presentar acciones o recursos ante la Corte Suprema o el Tribunal Constitucional, en su caso.
El Defensor del Pueblo se ha desarrollado especialmente en el continente americano, siguiendo el modelo español. Las instituciones del continente se agrupan desde 1995 en la Federación Iberoamericana de Ombudsman, una organización muy activa en la defensa de los derechos humanos en la región, que publica anualmente un importante Informe sobre derechos humanos.

## Defensorías del Pueblo
- Argentina: Defensoría del Pueblo de la Nación[6]
- Bolivia: Defensoría del Pueblo
- Brasil: Defensoría Pública de la Unión
- Colombia: Defensoría del Pueblo
- Costa Rica:  Defensoría de los Habitantes
- Ecuador:  Defensoría del Pueblo
- El Salvador:  Procuraduría para la Defensa de los Derechos Humanos de El Salvador
- España:  Defensor del Pueblo
  - Ararteko (País Vasco)
  - Defensor del Pueblo (Andalucía)
  - Defensor del Pueblo (Murcia)
  - Defensor del Pueblo-Ararteko (Navarra)
  - Personero del Común (Extremadura)
  - Diputado del Común (Canarias)
  - Justicia de Aragón (Aragón)
  - Procurador del Común (Castilla y León)
  - Procurador general (Principado de Asturias)
  - Síndico de Agravios de Cataluña (Cataluña)
  - Síndico de Agravios de la Comunidad Valenciana
  - Valedor del Pueblo (Galicia)
  - Sindicaturas locales (en localidades diversas de España)
- Guatemala:  Procurador de los Derechos Humanos
- Honduras:  Comisionado Nacional de los Derechos Humanos
- México:  Comisión Nacional de los Derechos Humanos (México)
  - Consejo Nacional para Prevenir la Discriminación (CONAPRED)
  - Procuraduría de la Defensa del Contribuyente  (PRODECON)
- Nicaragua Procuraduría para la Defensa de los Derechos Humanos de Nicaragua
- Panamá:  Defensoría del Pueblo
- Paraguay:  Defensoría del Pueblo
- Perú:  Defensoría del Pueblo
- Puerto Rico: Ombudsman
- República Dominicana: Defensor del Pueblo/Ombudsman[7]
- Unión Europea:  Defensor del Pueblo Europeo
- Uruguay:  Defensoría del Pueblo
- Venezuela: Defensoría del Pueblo

### Caso especial
- Chile: La ley 20.405, que crea el Instituto Nacional de Derechos Humanos,[8] establece entre las atribuciones de su Consejo el de "emitir pronunciamiento acerca de las consultas que el Presidente de la República, el Congreso Nacional o los Tribunales de Justicia le hagan, en el marco de sus competencias" (art. 8 N° 3) y emitir pronunciamiento en relación con las materias establecidas en la misma norma (art. 8 N° 4 en relación con el art. 3, especialmente los N°s 2 y 3, sobre informar a los poderes públicos en materia de derechos fundamentales), siendo su Director el presidente de ese Consejo (art. 9), por lo que ambos se constituyen en un ombudsman de rango legal u oficioso.[9]

## Defensores del pueblo u ombudsman en otros países
Además de los países de habla española citados anteriormente, existe este organismo o alguno similar en los siguientes países, organizaciones internacionales y territorios (solo se citan para los que hay referencias a nivel nacional, en algunos países federales puede haber organismos en las entidades federadas y no a nivel federal, como en los Estados Unidos de América o Bélgica): 
En la Unión Europea: Alemania, Austria, Eslovenia, España,(ver ms arriba) Estonia, Finlandia, Francia, Grecia, Irlanda, Letonia, Lituania, Malta, Países Bajos, Polonia, Portugal, Rumanía, Suecia, así como la propia Unión Europea.
Resto de Europa: Georgia, Gibraltar, Islandia, Macedonia del Norte, Moldavia, Serbia, Reino Unido.
En América: Bermudas, Brasil, Colombia, Jamaica.
En África: Kenia.
En Oceanía: Nueva Zelanda.
En Asia: Azerbaiyán, Indonesia, Irán,  Israel, Kirguistán Nepal, Pakistán, Filipinas, Rusia, Tailandia.

## En organizaciones privadas y organismos gubernamentales  sectoriales
Muchas empresas privadas, universidades, organizaciones sin ánimo de lucro y organismos gubernamentales también cuentan con un ombudsman (o una oficina del ombudsman) para atender a los empleados internos, directivos y/u otros grupos de interés. Estas funciones de ombudsman están estructuradas para funcionar de forma independiente, informando al director general o al consejo de administración y, según las Normas de Práctica de la Asociación Internacional del Ombudsman (IOA), no tienen ninguna otra función en la organización. Los defensores del pueblo de las organizaciones suelen recibir más reclamaciones que otros procedimientos alternativos, como las líneas directas anónimas
Desde los años 60, la profesión ha crecido en Estados Unidos y Canadá, sobre todo en empresas, universidades y organismos gubernamentales. El ombudsman de una organización trabaja como parte neutral designada, de alto rango en una organización, pero que no forma parte de la dirección ejecutiva. Utilizando un enfoque de resolución alternativa de conflictos (ADR) o de resolución adecuada de conflictos, un ombudsman organizativo puede ofrecer opciones a los denunciantes o a los empleados y directivos con problemas éticos; proporcionar coaching, diplomacia de lanzadera, soluciones genéricas (es decir, una solución que protege la identidad de un individuo aplicándose a una clase de personas, en lugar de sólo para ese individuo) y mediación para los conflictos; rastrear las áreas problemáticas; y hacer recomendaciones de cambios en las políticas o procedimientos en apoyo de un cambio ordenado de los sistemas.